# صيدلية المستشفى

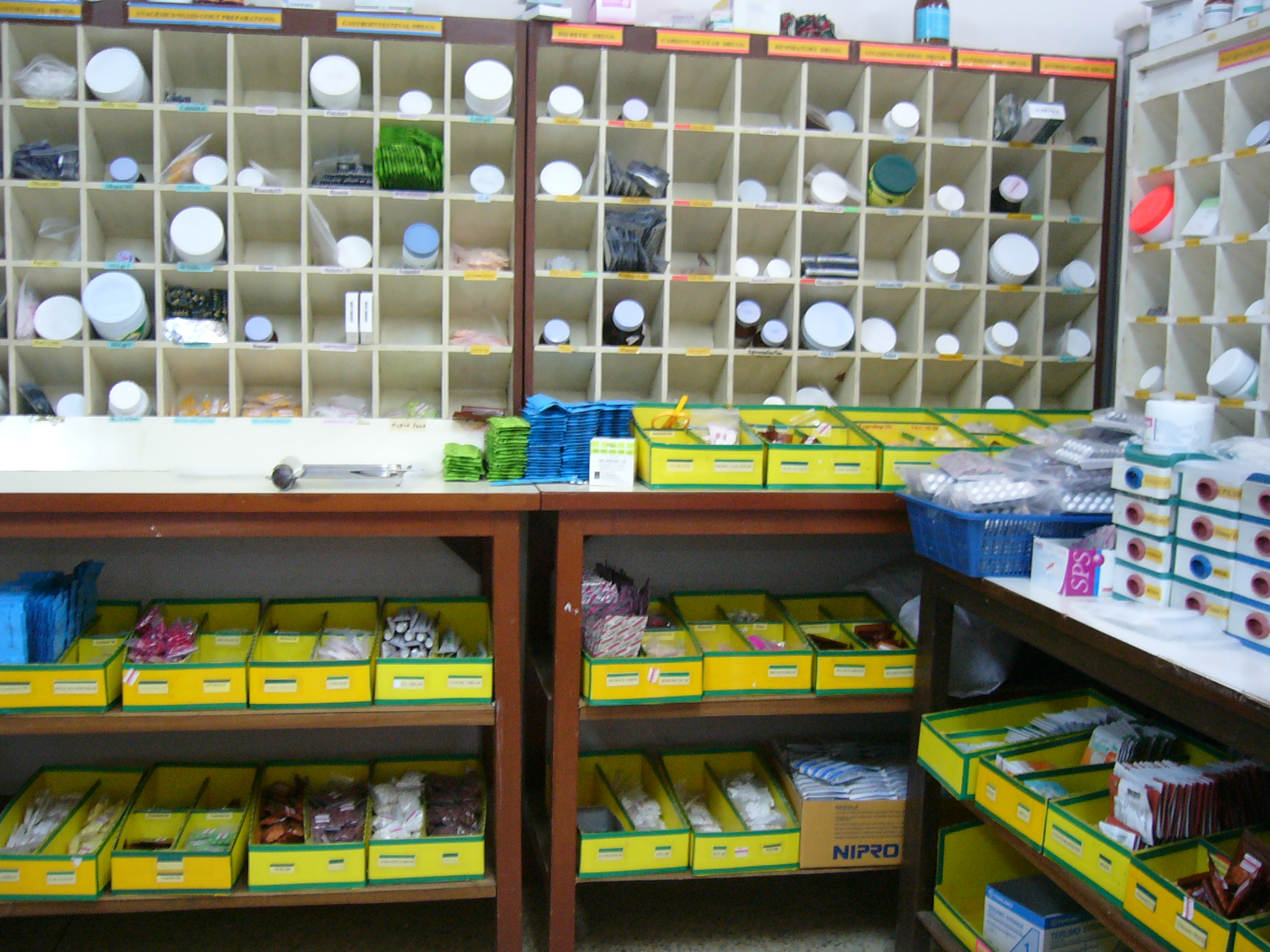
صيدلية مستشفى

صيدلية المستشفى هي صيدلية توجد عادة داخل مبنى المستشفى، تخزن مجموعة واسعة من الأصناف الدوائية. وهي الأدوية للمرضى المقيمين بالمستشفى فقط، وبعضها يقدمها لمرضى العيادات الخارجية. لا تقوم هذه الصيدلية ببيع الأدوية لعامة الناس، ولا تقدم الاستشارات الدوائية لهم. 

## آلية العمل
توفر صيدلية المستشفى كميات كبيرة من الأدوية يوميًا لصالح المرضى في المؤسسة الطبية، وتقوم بتحضيرها وفقًا لجداول الأدوية الخاصة بكل مريض، وترسلها إما عن طريق موظف يسمى «مراسل» بين الأقسام في المستشفيات العادية، أو باستخدام طريقة نقل آلية إلكترونية متطورة يتم استخدامها في المجمعات الطبية والمستشفيات الكبيرة.

## أقسام صيدلية المستشفى

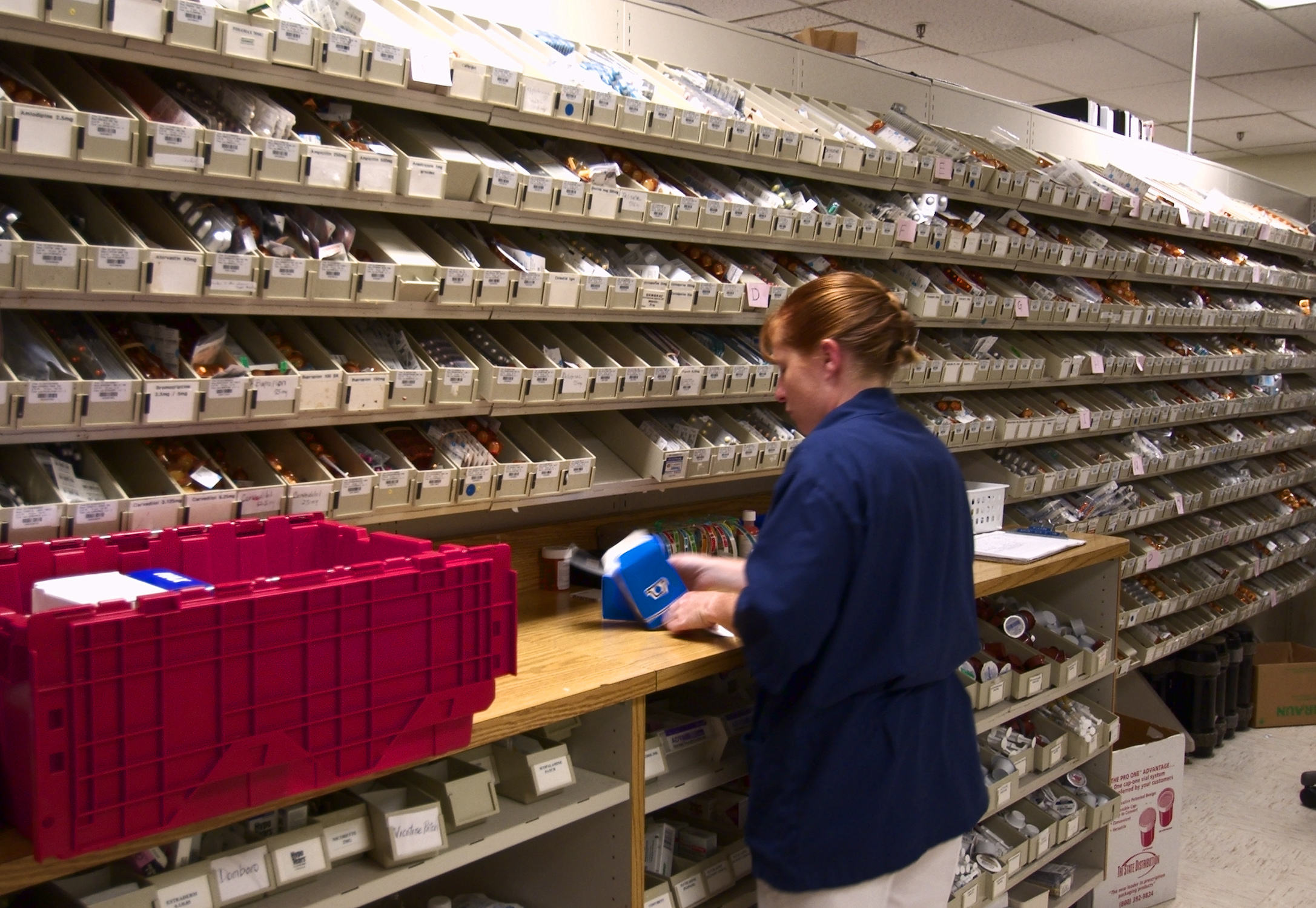

تقسم صيدلية المستشفى إلى عدة وحدات في كثير من المستشفيات، وهي:
- الصيدلية الخارجية (Outpatient Pharmacy).
- الصيدلية الداخلية (Inpatient Pharmacy).
- وحدة تحضير المحاليل الوريدية والأدوية السرطانية.
- صيدلية الإسعاف والطوارئ (E.R Pharmacy).
- وحدة إعادة التعبئة (Repackaged Medications).
- وحدة تحضير المستحضرات والتركيبات الصيدلانية (Pharmaceutical preparations).
- وحدة الأدوية المخدرة والأدوية المراقبة (Narcotic & Controlled Drug).
- وحدة معلومات الأدوية والسموم (Drug & Poisoning Information Center).
- وحدة السلامة الدوائية (Medications Safety).
- مستودع الأدوية (Drug store).